# Cooperatividade
Cooperatividade é um fenômeno apresentado por sistemas que envolvem elementos idênticos ou quase idênticos, que agem de forma dependente uns dos outros, em relação a um sistema padrão não-interativo hipotético no qual os elementos individuais estão agindo de forma independente. Uma manifestação disso são enzimas ou receptores que têm vários locais de ligação, onde a afinidade dos locais de ligação para um ligante é aparentemente aumentada, cooperatividade positiva, ou diminuída, cooperatividade negativa, mediante a ligação de um ligante a um local de ligação. Por exemplo, quando um átomo de oxigênio se liga a um dos quatro locais de ligação da hemoglobina, a afinidade ao oxigênio dos três locais de ligação disponíveis restantes aumenta; isto é, o oxigênio tem mais probabilidade de se ligar a uma hemoglobina ligada a um oxigênio do que a uma hemoglobina não ligada. Isso é conhecido como ligação cooperativa.
Também vemos cooperatividade em moléculas de cadeia grande feitas de muitas subunidades idênticas (ou quase idênticas) (como DNA, proteínas e fosfolipídios), quando tais moléculas passam por transições de fase, como fusão, desdobramento ou desenrolamento. Isso é conhecido como cooperatividade de subunidades. No entanto, a definição de cooperatividade com base no aumento ou diminuição aparente da afinidade para as etapas sucessivas de ligação do ligante é problemática, pois o conceito de "energia" deve sempre ser definido em relação a um estado padrão. Quando dizemos que a afinidade é aumentada após a ligação de um ligante, não é empiricamente claro o que queremos dizer, uma vez que uma curva de ligação não cooperativa é necessária para definir rigorosamente a energia de ligação e, portanto, também a afinidade. Uma definição muito mais geral e útil de cooperatividade positiva é: Um processo envolvendo várias etapas incrementais idênticas, em que estados intermediários são estatisticamente sub-representados em relação a um sistema padrão hipotético (hipótese nula) onde as etapas ocorrem independentemente umas das outras.
Da mesma forma, uma definição de cooperatividade negativa seria um processo envolvendo várias etapas incrementais idênticas, em que os estados intermediários são super-representados em relação a um estado padrão hipotético em que as etapas individuais ocorrem independentemente. Essas últimas definições para cooperatividade positiva e negativa facilmente englobam todos os processos que chamamos de "cooperativos", incluindo transições conformacionais em grandes moléculas (como proteínas) e até mesmo fenômenos psicológicos de um grande número de pessoas (que podem agir independentemente umas das outras, ou de forma cooperativa).